# Lipaugus weberi
Lipaugus weberi je endemična vrsta ptiča iz družine kičevcev, ki je razširjena v vlažnih gorskih subtropskih gozdovih Kolumbije.